# Pere Colell
Pere Colell (finals del segle XV – inicis del segle XVI) va ser un destacat capellà i cantor que va formar part de la capella reial de Martí l'Humà al voltant de l'any 1398. A més del seu servei musical a la cort del darrer sobirà de la Corona Catalano-Aragonesa, Colell va exercir com a xantre per al rei Ferran d'Antequera, el successor de Martí, i posteriorment per al primogènit d'aquest, Alfons el Magnànim. La seva trajectòria evidencia la seva contribució al patrimoni musical i litúrgic de l'època.